# New York Jewels
I New York Jewels sono stati una squadra professionistica di pallacanestro statunitense, campione dell’American Basketball League (ABL) nella stagione 1938-1939.

## Storia
La squadra adottò varie denominazioni, essendosi trasferita di sede più volte nel corso degli anni. Nati come Brooklyn Jewels nel 1931, disputarono la ABL già nel 1933-34. Nelle due stagioni successive giocarono (sempre in ABL) come New York Jewels, tornando a Brooklyn nel 1936-37. Nel 1937-38 furono i New Haven Jewels, ma già nel novembre 1937 tornarono ad essere ancora una volta i New York Jewels.
Nella stagione 1938-1939 vinsero il loro primo e unico titolo ABL, sconfiggendo dapprima in semifinale i Philadelphia Sphas, e poi in finale i Jersey Reds. I Jewels avevano disputato la finale anche nel 1935 e nel 1938, ma vennero sconfitti rispettivamente dai Brooklyn Visitations e dai Jersey Reds.
Rimasero in ABL fino alla stagione 1941-1942, che abbandonarono dopo sole 7 partite (di cui una sola vinta). Ripresero l'attività già dalla stagione successiva, per poi divenire New York Americans nel 1943-1944. Nel 1944-1945 giocarono come New York Westchesters, divenendo New York Gothams il 20 gennaio 1945, rimanendo in ABL fino al 1949.